# Mobilność kapitału
Mobilność kapitału – cecha gospodarek określająca, z jaką łatwością krajowe i zagraniczne aktywa finansowe mogą być przenoszone i w jakim stopniu są substytucyjne względem siebie. W warunkach doskonałej mobilności kapitału nie istnieją żadne bariery ograniczające międzynarodowe przepływy finansowe.